# Municipio de Atizapán
El municipio de Atizapán es uno de los 125 municipios del Estado de México, se trata de una comunidad principalmente urbana que tiene una superficie de 7 091 km². Limita al norte con San Antonio la Isla, Tianguistenco y Almoloya del Río, El censo de 2020 tiene una población total de 12,984 - 16,800 habitantes.
El nombre Atizapán viene del náhuatl Atizapan, que significa «en el agua blanca» o «en la tierra blanca».

## Patrimonio cultural y artístico

### Murales del palacio municipal
Cuando visites este municipio no dejes de admirar los murales que se encuentran en este sitio, los cuales fueron pintados por el artista atizapense Santos Molina Garduño.

### Parroquia de la Santa Cruz
Esta parroquia es un monumento arquitectónico de estilo neoclásico, construida en el siglo XIX.

### Casa de la Cultura Agua Blanca
Esta Casa de Cultura da servicio a la comunidad con diversos eventos culturales y artísticos desde su inauguración en septiembre de 1995.

### Biblioteca Licenciado Jesús Reyes Heroles
La biblioteca cuenta con actividades de fomento a la lectura, préstamo a domicilio, servicios digitales, visita guiada y colecciones tanto general como infantil y juvenil.

### Fiesta patronal
La principal fiesta patronal se festeja cada 3 de mayo, en honor a la Santa Cruz.

## Parques y centros deportivos

### Parque Santa Cruz Atizapán
La cabecera municipal cuenta con el Parque Santa Cruz Atizapán, el cual tiene diversos espacios propicios para la convivencia familiar y el deporte; cuenta con zonas de palapas, alberca, foro al aire libre, lago, puente colgante; en este parque se puede practicar futbol, basquetbol, atletismo, frontón, squash.